# De strijd tussen Vasten en Vastenavond
De strijd tussen Vasten en Vastenavond is een olieverfschilderij uit 1559, geschilderd door Pieter Bruegel de Oude. Het is linksonder gesigneerd en gedateerd: BRVEGEL 1559, en behoort tot de collectie van het Kunsthistorisches Museum in Wenen. Het stelt op de voorgrond een symbolische confrontatie voor tussen Vastentijd en Carnaval op het marktplein van een stad. De linkerkant van het werk wordt opgevuld door tal van figuurtjes die zingen, dansen, eten, drinken, vrijen en gokken. Aan de rechterkant worden vroomheid, naastenliefde, en boetedoening in praktijk gebracht.

## Thema

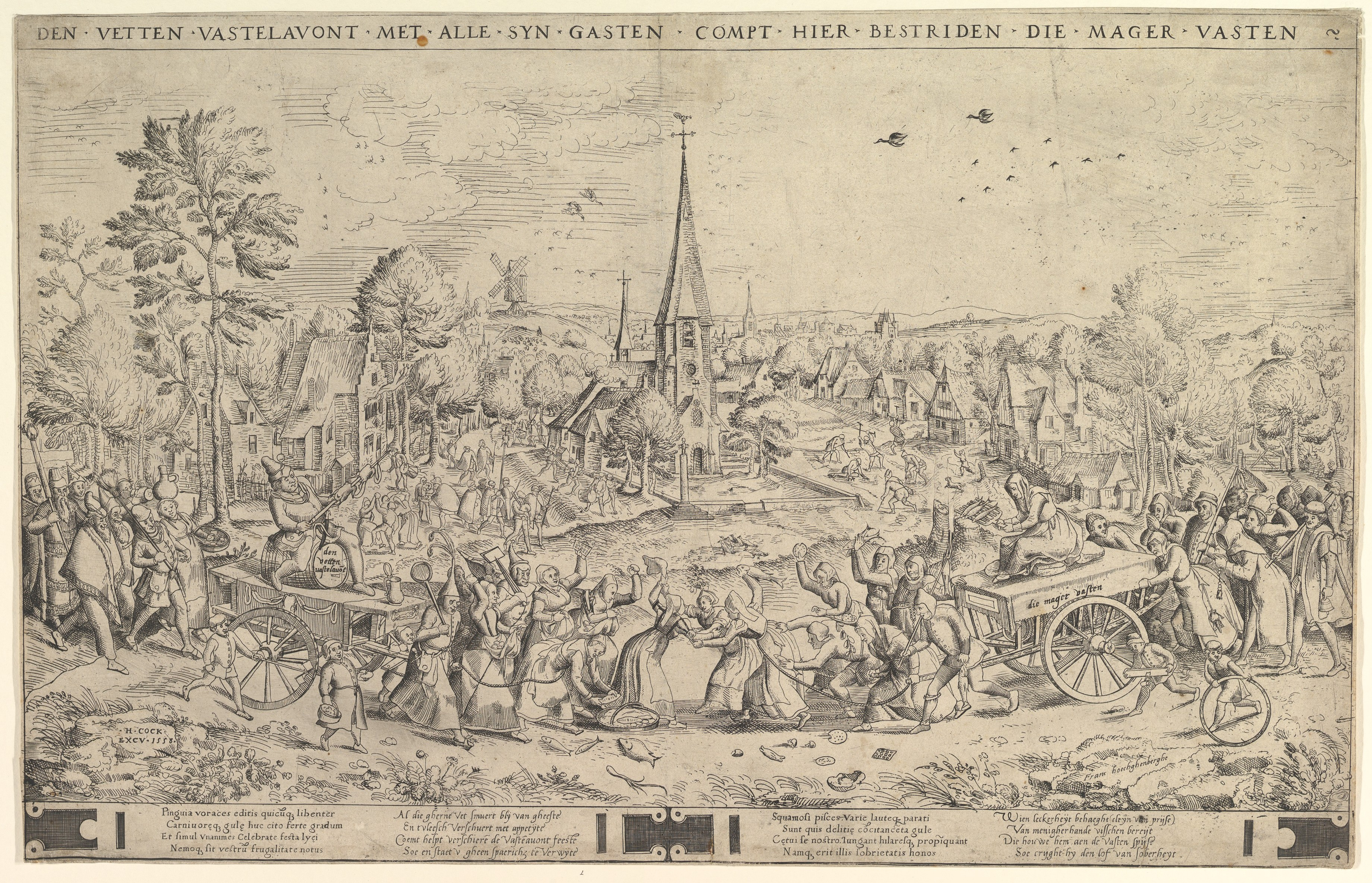
Strijd tussen vette vastenavond en magere vasten, Frans Hogenberg, 1558

Het thema van de strijd tussen personificaties van Vasten en Vastenavond heeft literaire wortels. De traditie van een denkbeeldige strijd tussen allegorische personages ontstond rond het jaar 400 met de Psychomachia, waarin deugden het opnemen tegen ondeugden.
Reeds in de dertiende eeuw bestond in het Frans het gedicht La Bataille de Caresme et de Charnage, dat in de zestiende eeuw in verschillende Italiaanse versies bekend was als El contrasto di Carnavale & dela Quaresima. In dit gedicht komt het tot een symbolisch treffen tussen de positief voorgestelde Charnage (Carnaval) en de negatief voorgestelde Caresme (Vasten) en een gevecht tussen verschillende etenswaren, vlees tegen vis, waarbij uiteindelijk Charnage, bijgestaan door Kerstmis, het pleit wint.
Rederijkers gebruikten het gegeven in moraliteiten die werden opgevoerd tijdens de periode voorafgaand aan de Vasten. Roger Marijnissen citeert in dit verband uitgebreid het overgeleverde Een tafelspel van de vasten en de vastenavont. In dit tafelspel, een opvoering voor een publiek van genodigden rond een feestelijke maaltijd, nodigt Vastenavond de gasten uit aan tafel voor een present van wafels en pannenkoeken. Zijn verzen worden echter verstoord door de Vasten, die buitensdeurs lawaai maakt met een ratel. Wanneer de Vasten wordt binnengelaten, ontspint zich een vermakelijk debat over de toelaatbaarheid van dergelijke uitspattingen. Vastenavond haalt voorlopig de overhand en de schranspartij zal kunnen doorgaan, maar Vasten is de morele winnaar: morgen zal toch iedereen aan zijn wetten moeten gehoorzamen.
Een directe iconografische voorloper is de prent van Frans Hogenberg die in 1558 door Hieronymus Cock werd gepubliceerd. Het is vrijwel zeker dat Bruegel, die ook voor Cock werkte, deze voorstelling kende. In deze prent worden de personificaties van die mager Vasten en die vetten Vastelavond door hun medestanders op karren tot bij elkaar gereden. De medestanders gaan elkaar te lijf met vissen, wafels, koeken en eieren. In de achtergrond herkennen we links reidansen en optochten, rechts een groep bedelaars. Bruegel zal verschillende beeldelementen van deze prent hernemen, maar anders en rijker uitwerken.

## Plaats in het oeuvre

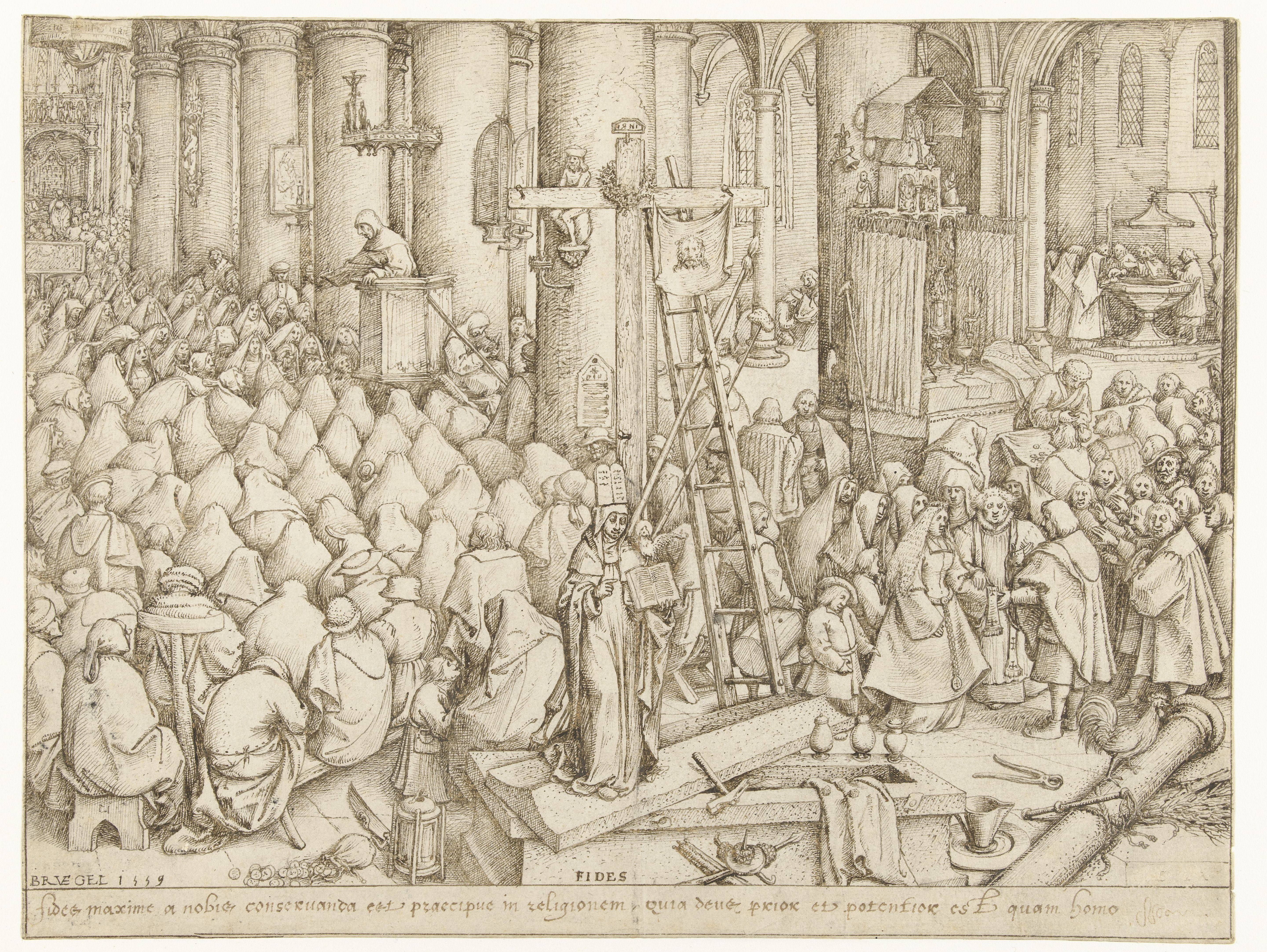
Het geloof, voorontwerp voor een prent uit de reeks De Zeven deugden, Rijksmuseum Amsterdam

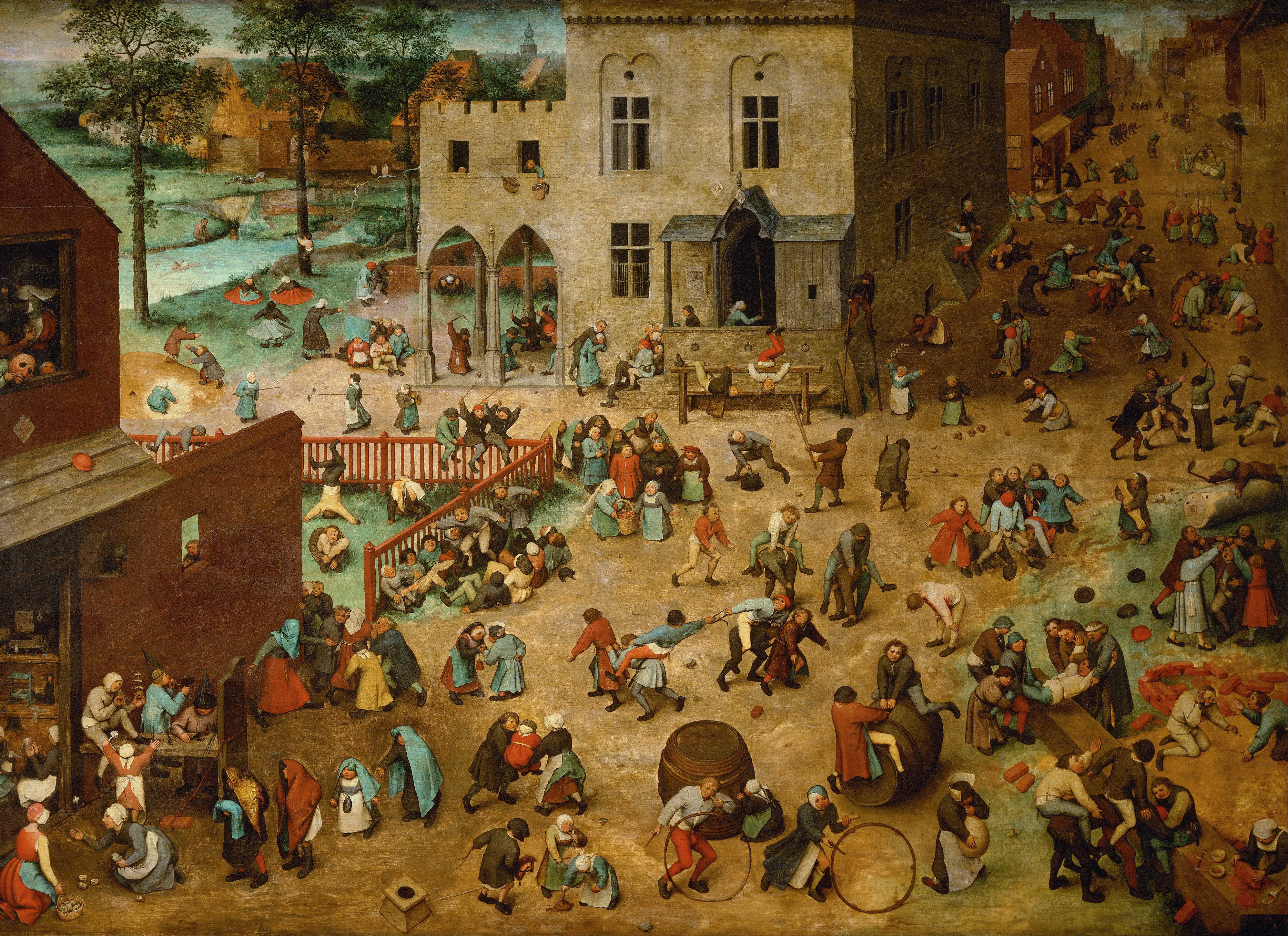
Kinderspelen, Kunsthistorisches Museum

Bruegel was na zijn terugkeer uit Italië vooral actief als tekenaar en ontwerper van prenten voor de uitgeverij In de vier winden van Cock. In dezelfde periode waarin De strijd tot stand kwam, ontwierp hij de reeks prenten van De Zeven deugden, die vormelijke overeenkomsten vertoont met De strijd: een allegorische figuur wordt, tegen een achtergrond met hoge horizonlijn, omringd door een menigte figuurtjes die uiteenlopende activiteiten uitoefenen die in verband staan met het onderwerp. Waarschijnlijk heeft Bruegel via Cock, die een jaar eerder de prent van Hogenberg publiceerde, van een rijke maar onbekende mecenas de opdracht tot dit werk gekregen. In hetzelfde jaar 1559 maakte Bruegel ook de Nederlandse Spreekwoorden, eveneens naar het voorbeeld van een prent van Hogenberg, mogelijks voor dezelfde opdrachtgever.
De strijd tussen Vasten en Vastenavond en de Nederlandse Spreekwoorden markeren de overgang van de tekenaar en prentontwerper die Bruegel tot hiertoe is geweest, naar de schilder van grootse panelen met velerlei personages, zoals hij nu vooral bekend is. Deze overgang wordt voortgezet met de Kinderspelen uit 1560. Stilistisch, technisch en compositorisch zijn deze drie werken nauw verwant. Telkens vormen zij een "encyclopedie" van volksgebruiken, spreekwoorden of spelletjes die de gasten op een avondje tafelen moet stimuleren tot verwondering en gesprek over uiteenlopende onderwerpen. De rijkdom aan details van de drie werken wordt kernachtig samengevat door de Duitse noemer Wimmelbilder (afbeeldingen vol gewemel), waaronder ze samen bekend staan. Een andere, eveneens Duitse, benaming waaronder ze bekendstaan is bilderbogenartigen Gemälde (prentachtige schilderijen), wat duidt op hun gemeenschappelijke grafische stijl.

## Compositie
We zien het marktplein van een (fictieve) stad in de Nederlanden, waarop allerlei figuren zich bewegen in drukke activiteiten. De horizon ligt hoog in beeld, waardoor de kijker lijkt zich te bevinden op het dak of de verdieping van een gebouw, vanwaar hij een vogelperspectief heeft op het gebeuren. Op de horizon, tegenover het oog van de toeschouwer, wordt een gelijkaardige uitkijkpositie ingenomen door de carnavalspop op de verdieping van de bakkerij.
Het marktplein wordt omlijst door gebouwen: links de herberg, rechts de kerk. Het krijgt hierdoor het karakter van een scène in een toneelvoorstelling, waarbij "de straten en de kerkdeur fungeren als coulissen waarlangs spelers het plein op en af komen."
Door het midden van het paneel loopt een denkbeeldige lijn, die het schouwspel opdeelt in twee helften: de linkse voorbehouden aan Vastenavond, met allerlei uitgelaten taferelen uit de periode tussen Kerstmis en Vastenavond, en de rechtse gereserveerd voor de Vasten, waarbij de activiteiten van meer ingetogen aard zijn. De grens is echter niet scherp afgelijnd, en op verschillende plaatsen dringen de volgelingen van Vasten en Vastenavond elkaars ruimte binnen.
Op de voorgrond bevindt zich het strijdtoneel: de twee tegenstanders, voortgetrokken en -geduwd en begeleid door medestanders, staan op het punt elkaar te treffen. De dynamiek van de twee elkaar ontmoetende optochten plant zich visueel voort langs de zijkanten van de voorstelling tot in de achtergrond: bij Vastenavond is dat langs de herberg, de toneelspelers en de wijnvaten tot een groep van bedelaars, bij Vasten langs andere bedelaars en aalmoezen gevende welgestelden tot in de kerk.
Bruegel heeft de voorstelling zo samengesteld dat de blik van de toeschouwer voortdurend verspringt van het ene tafereeltje naar het andere wemelende figuurtje, en de focus voortdurend verschuift. Het geheel doet echter nog zeer grafisch aan, als een "gekleurd prentontwerp met een gelijkmatige compositie en een weinig geprononceerde verdeling van kleur en licht."

## Materiaal en techniek
Het werk is uitgevoerd op een paneel, gemaakt uit eikenhouten planken, afkomstig van één enkele boom uit het gebied rond de Oostzee. Het hout van de traag en gelijkmatig groeiende eiken uit het huidige Polen en Rusland werd bijzonder geapprecieerd door de schildersnijverheid in de Nederlanden. De vier planken, van slechts enkele millimeters dik, zijn horizontaal aan elkaar gelijmd en verstevigd door metalen pennen, die loodrecht zijn geplaatst op de voegen tussen de planken. In de negentiende eeuw is het paneel achteraan verstevigd door middel van een raamwerk uit naaldhout.
Het paneel is geprepareerd door er een grondlaag van krijt en dierlijke lijm op aan te brengen en deze glad te polijsten. In het geval van De Strijd is er geen bijkomende imprimatura op het paneel aangebracht, en schemert de warme tonaliteit van de grondlaag door in het uiteindelijke werk.
De ondertekening is trefzeker aangebracht met zwart krijt. Mogelijk had Bruegel bij Pieter Coecke de in de tapijtkunst gebruikelijke techniek van de kartons geleerd, en heeft hij hiermee een voorbereidende tekening op het paneel aangebracht. Met infraroodreflectografie kon worden vastgesteld dat Bruegel op verschillende plaatsen de compositie heeft veranderd en is afgeweken van de ondertekening.
Bij het schilderen heeft Bruegel de contouren van de figuurtjes tot in detail met fijne donkere lijnen aangezet, waardoor de onderliggende ondertekening grotendeels verborgen is, en wat bijdraagt tot het prentachtige karakter van het geheel. De verf is aangebracht in dikke dekkende lagen met een kwast, dan wel in fijne transparante trekken met het penseel, al naargelang de plaats of het belang van het detail dat Bruegel wil benadrukken, of de structuur van het materiaal dat hij wil weergeven. Ook in de verflaag zijn er nog pentimenti aanwezig, maar eerder zeldzaam. Opmerkelijk is dat op de ovenpaal van Vrouwe Vasten, waarop nu twee droge visjes liggen, oorspronkelijk een kruis stond afgebeeld.

## Details
Zodra hij het werk van naderbij begint te bekijken, raakt de toeschouwer verloren in de veelheid en de rijkdom van de details, die zich niet allemaal even duidelijk laten verklaren. Het werk nodigt uit tot voortdurend herbekijken en elke keer vindt men er wel nieuwe dingen in.

### Het strijdtoneel

Heer Vastenavond en zijn gevolg.

Vrouwe Vasten

Op de voorgrond gaat de aandacht naar het symbolische treffen van de twee antagonisten, Carnaval en Vasten, in een parodie van een laatmiddeleeuws steekspel. Carnaval, of heer Vastenavond, is een dikke, welgedane man, schrijlings gezeten op een wijnvat, die op een blauwe slee is geplaatst. Als steekwapen draagt hij een braadspit waaraan de kop van een speenvarkentje, gevogelte en worstjes hangen. Vasten is een uitgeteerde vrouw, die op een harde driestal heeft plaatsgenomen, en gewapend is met een ovenpaal, waarop twee haringen liggen. Ze is omringd door krakelingen, vastenbroden, mosselen en uien, die alle typisch tijdens de vastentijd genuttigd werden. De twee tegenstanders rijden niet frontaal op elkaar in, maar eerder langs elkaar heen, om elkaar te proberen uit het zadel te lichten.
De beide hoofdfiguren dragen op het hoofd een absurd attribuut dat, net als bij de centrale figuur in de prentenreeks van De Zeven Deugden, duidelijk maakt dat het om allegorische personages gaat: bij Carnaval is dit een gevogeltepastei waar de poten van een kraai uitsteken, bij Vasten een bijenkorf, inclusief vliegende bijen. De bijenkorf was indertijd een gebruikelijk symbool voor de kerk.
Twee jongemannen trekken Vastenavond voort. Een van hen zwaait met een rood-goudgeel-wit vlagje, de dan typische carnavalskleuren. De volgelingen van Vastenavond vormen een doldwaze en lawaaierige stoet van potsierlijk verklede figuren. Zij dragen maskers, gekke hoofddeksels en huishoudelijke voorwerpen als rekwisieten of als geïmproviseerde muziekinstrumenten, in een omkering van de normale orde. Vooraan zien we een personage dat een rommelpot bespeelt, achter heer Vastenavond bestrijkt een figuur een braadrooster met een mes als parodie op een strijkinstrument, iets verder bespeelt een in het roze geklede persoon met een kookpot op het hoofd en een met een strozak opgevulde buik een op een gitaar lijkend en ongetwijfeld vals klinkend tokkelinstrument. Een kleine figuur met opgevulde bochel en een vreemd masker draagt een bezem waarin twee brandende kaarsen zijn geplant. De volgelingen zijn voorzien van wafels en koeken; de aanwezigheid van een pasglas laat vermoeden dat ze zich in een van de herbergen al hebben laten vollopen. Op de voorgrond liggen afgekluifde botjes, eierschalen en speelkaarten.
Vrouwe Vasten wordt voortgetrokken door een frater en een non. Haar gevolg bestaat uit kinderen, die, net als Vrouwe Vasten, een askruisje op het voorhoofd hebben. Zij maken lawaai met kleppers en verzamelen giften in natura: droge broodjes, pretzels en zelfs schoenen. Een kerkdienaar begeleidt de kinderen; hij draagt een emmer met een wijwaterkwast en een zak om de giften in te stoppen. Op de wagen van Vrouwe Vasten zien we voorts een pan met mosselen, samen met vis en droge broodjes het belangrijkste vastenvoedsel.

### Linkerzijde
Links wordt het carnavalsgebeuren gedomineerd door een herberg, die volgens het opschrift op het uithangbord ("Dit is in d blau schuyt") de Blauwe Schuit heet. Deze naam is niet toevallig en refereert aan een Middelnederlands gedicht met deze titel dat populair was bij vastenavondvieringen, en waarin de burgerlijke wereld op zijn kop werd gezet. Het was ook de naam van een vereniging die rond carnaval actief was op dit thema.
In en rond de herberg wordt er stevig gedronken. Buiten de herberg staan twee grote wijnvaten; op één ervan hangt een man zijn roes uit te slapen onder een uitgaande lantaarn: zijn licht is uitgegaan. Een andere man lijkt zijn blaas te ledigen tegen de muur van de herberg.
Op de bovenverdieping zien we een ontmoeting tussen twee minnaars. Links daarvan hangt een muzikant met zijn doedelzak uit het raam om te braken. De vorm van zijn instrument, waarvan de pijpen naar het minnepaar zijn gericht, suggereert seksualiteit.
Vóór de herberg voeren toneelspelers een klucht op, De vuile bruid, een populaire voorstelling op Vastenavond. In dit spel stemt een boer er in een dronken bui mee in om in het huwelijk treden. 's Anderendaags volgt de ontnuchtering, wanneer hij ontdekt hoe vuil en slonzig zijn bruid eruitziet. In het tafereel zien we het bruidspaar dansen voor de schamele tent waar het bruidsbed staat opgesteld. Het gebeuren wordt muzikaal omlijst met een geïmproviseerd muziekinstrument. Een gemaskerd lid van het gezelschap collecteert geld met een spaarpot. Bruegel heeft dezelfde scène later hernomen in het ontwerp voor een houtsnede, die om onbekende redenen nooit is uitgegeven. Wel is dit ontwerp gebruikt voor een kopergravure, uitgegeven door Cock in 1570, dus na Bruegels dood. Het Latijnse vers bij deze prent ("Als Mopsus zelfs met Nisa trouwt, wat moeten wij dan niet van de liefde verwachten?"), ontleend aan Vergilius, lijkt eerder een fijnzinnig-humanistische toevoeging door Cock.
Op de achtergrond is een andere groep toneelspelers actief aan herberg De Draak. Zij brengen een straattheatervoorstelling van De vangst van de wildeman, gebaseerd op de midden zestiende eeuw populaire ridderroman Valentijn en Oursson. We zien vier acteurs, waarvan er een duidelijk is verkleed als de wilde man Oursson, een andere, met de kruisboog, als Valentijn. In de acteur met de kroon en het zwaard herkennen we koning Pepijn. Een metgezel collecteert geld bij de toeschouwers in de herberg. 
Dit tafereel is in 1566 door Bruegel herhaald in een ontwerp voor een houtsnede, die door een anonieme houtsnijder is uitgevoerd.
In de linkerbenedenhoek, boven de signatuur, houden twee figuren een dobbelspel. De ene is gemaskerd en reikt reeds naar de gewonnen wafel, de tweede draagt wafels aan zijn muts. Herman Pleij heeft deze figuren geïdentificeerd als mommekanser en koekkramer. Het mommekansen was de praktijk om, zwijgend en onder de anonimiteit van de in de carnavalsperiode gedoogde vermommingen, een kansspel aan te bieden aan argeloze feestvierders. Niet zelden was het spel vervalst en werd het slachtoffer opgelicht. Maar ook de verliezer is hier niet onschuldig: de koekkramer schuimde kermissen af, en liet zijn klanten een inleg betalen, waarna deze kon dobbelen om te bepalen of hij een wafel kreeg.
Boven heer Vastenavond zien we hoe een vrouw wafels bakt te midden tussen het carnavalsgewoel, om die aan voorbijgangers te kunnen aanbieden. Ze houdt een wafelijzer in een geïmproviseerd vuurtje en schraapt de randen van het ijzer schoon met een mes. Aan haar voeten staat de beslagkom met een pollepel. Rond haar liggen de schalen van gebruikte eieren, terwijl op een krukje nog drie grote ganzeneieren liggen.
Een groep van vijf kreupele bedelaars probeert de aandacht van de passanten te trekken. Een van hen draagt een kartonnen kroon en vossenstaarten, een andere heeft belletjes om zijn ene (ongeschonden) been. Het lijkt erop dat ze dansen en zingen, en misschien in een spotlied de gevestigde orde omkeren. Bruegel schilderde jaren later een gelijkaardige groep op klein formaat.

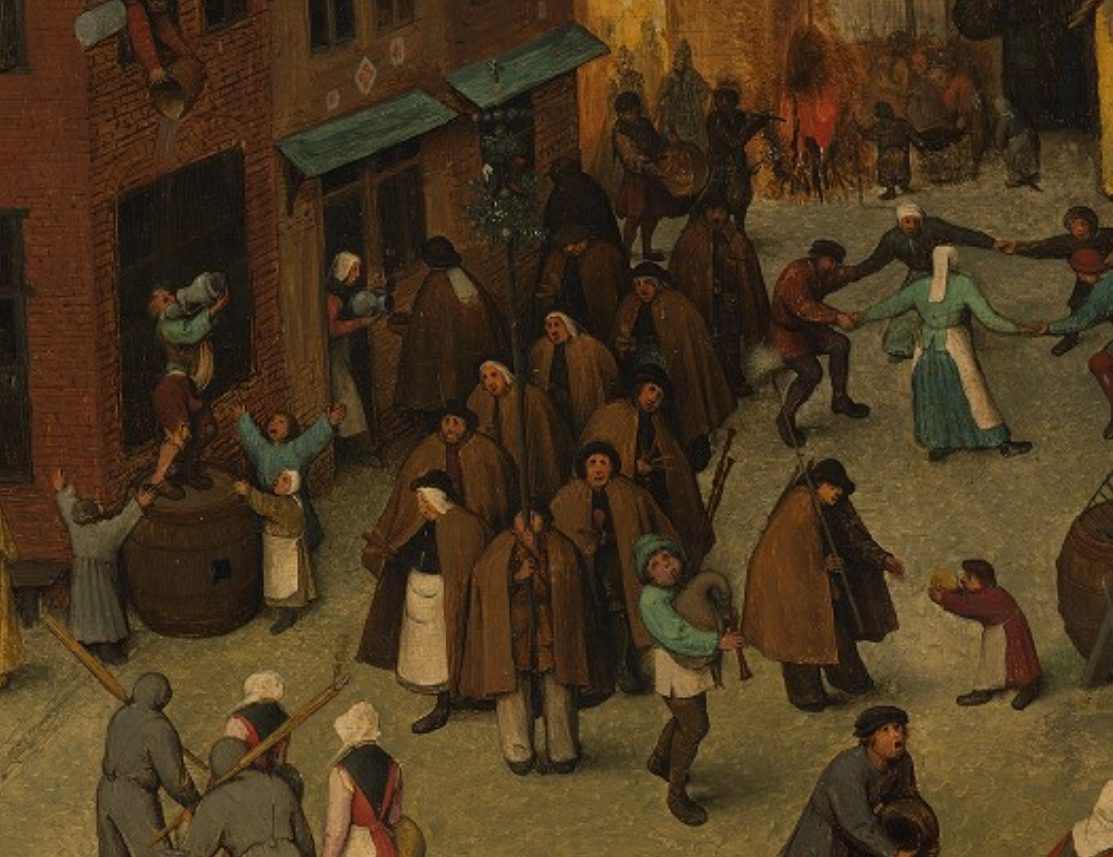
Leprozenoptocht

Hoe verder de blik van de toeschouwer in het schilderij wordt getrokken, hoe meer de taferelen betrekking hebben op gebruiken die voorafgaan aan de eigenlijke carnavalsperiode. Boven de kreupele bedelaars zien we twee paren, waarvan de vrouwen en de mannen telkens identiek zijn uitgedost. De mannen torsen bovendien grote brandende fakkels. Het zijn wellicht deelnemers aan een rituele dans ter gelegenheid van Maria-Lichtmis. 
Een groepje kinderen is verzameld rond een vat waar een jongen is op geklommen. Hij heft een tinnen drinkkan aan de mond terwijl de anderen hem luidkeels aanmoedigen. Hij is door de anderen aangesteld tot "koning", waarbij de gewone orde wordt omgekeerd, onder de kreet "de koning drinkt." Een gast of bewoner van de herberg kan het kabaal dat de kinderen maken slechts matig appreciëren en giet daarom vanaf de bovenverdieping een emmer leeg.
Daarnaast zien we een merkwaardige religieuze processie, die wordt voorafgegaan door een doedelzakspeler. De optocht bestaat uit leprozen die ter gelegenheid van koppermaandag, de eerste maandag na Driekoningen, de stad in mogen. Ze zijn herkenbaar aan hun bruine mantels en klepperen met hun ratels. Links en rechts krijgen ze giften in natura toegestopt: drank in de herberg, en brood uit de bakkerij. Achter de stoet zien we een nieuwe optocht, ingeleid door een trommelaar en een fijferspeler: drie merkwaardig uitgedoste figuren treden uit een fel verlichte deuropening. Het is een Driekoningenstoet, die van herberg tot herberg trekt. Daar vlakbij is er een vreugdevuur aangestoken. Op straat en in de herberg vinden reidansen plaats.

### Rechterzijde
Zoals de herberg aan de linkerzijde het Carnaval domineert, is aan de rechterzijde het kerkgebouw bepalend voor het gebeuren van de Vastentijd. De kerk zelf lijkt een eenvoudige eenbeukige zaalkerk in gotische stijl met een roosvenster.
Binnen zien we vrouwen met een huik en blootshoofdse mannen luisteren naar een vastenpreek. Een priester neemt de biecht af. De heiligenbeelden zijn afgedekt met witte doeken, een gewoonte vanaf Passiezondag. Wie de kerk langs de hoofdingang binnenkomt, krijgt een collecteschaal onder de neus geduwd. Buiten zit een man aan een tafeltje met een relikwie die de vromen voor enkele muntstukken kunnen aanraken; aan de overzijde heeft een vrouw een kraampje waar ze votiefgeschenken verkoopt. Een man en een vrouw bidden geknield tegen de muur van de kerk, om zo een aflaat te verdienen. Uit een zijdeur van de kerk komen de armere gelovigen naar buiten: sommigen dragen krukjes, anderen een drievoetige stoel waarmee ze de lange vastenpreek hebben doorstaan.
De rijkere burgers, die in de kerk op een bank hebben mogen zitten, verlaten de kerk langs de hoofdingang; een heer is vergezeld van een knechtje dat zijn eigen opvouwbare stoel draagt. Sommige vrouwen in zwarte huiken hebben buxustakjes bij, een gebruik dat verbonden is met Palmzondag. De rijkeren zijn door de vastenpreek herinnerd aan hun verplichting tot naastenliefde, en geven daarom aalmoezen aan de talrijk opgekomen bedelaars.
Deze bedelaars vormen een catalogus van onfortuinlijken die te lijden hebben aan aangeboren afwijkingen, invaliditeit door ongeluk, ziekte, en zelfs dood. Anders dan de groep bedelaars aan de linkerkant die geen gehoor vindt, krijgen de bedelaars aan de rechterkant wel de volle aandacht van de kerkgangers. Schijn bedriegt echter: nabij de stumper die beide voeten en een onderarm mist, staat een vrouw misbaar te maken. Zij draagt pelgrimsinsignes, maar in de mand op haar rug zit een aapje, wat duidt op veinzerij.
Sommige details zijn door een onbekende hand weggeretoucheerd. Dit viel op naarmate het mogelijk werd het werk te vergelijken met de kopieën aan de hand van fotografische reproducties. Reeds in de jaren dertig van de twintigste eeuw werd, door middel van X-stralen, bewezen dat deze details in het origineel wel degelijk aanwezig zijn. Wellicht waren deze details op zeker ogenblik in de geschiedenis aanstootgevend voor de toenmalige eigenaar. Het wegmoffelen van confronterende of scabreuze details is een behandeling die ook het origineel van De kindermoord van Bethlehem en Het boerenbruiloftsmaal zijn ten deel gevallen.
Op een opvallende plaats in de rechterbenedenhoek ligt, half bedekt door het witte laken, het opgezwollen lijk van een drenkeling, met het gezicht naar de toeschouwer gekeerd. Iets daarboven komt langs de rechterrand een schamel geklede man met een mismaakte arm het beeld binnen. Aan de hoofduitgang van de kerk liggen twee kinderen op de grond naast hun bedelende ouders. In het origineel is nog net waar te nemen dat in de bak met wieltjes, rechts van het viskraam, een menselijke figuur wordt voortgetrokken en -geduwd. Gaat het hier om een lijk of om een bedlegerige zieke vrouw? Door deze details mee te nemen in de beschouwing krijgt het werk in het algemeen een ernstiger toon. Vooral de aanwezigheid van het lijk op de prominente plaats in de benedenhoek verleent aan het schilderij het karakter van een Memento mori.
Opmerkelijk is het groepje kinderen dat, ongevoelig voor de uiteenlopende vormen van ellende en boetedoening die hen omringen, onbezorgd met hun priktollen en zweeptollen blijft spelen. Het groepje lijkt een voorloper van Bruegels andere encyclopedische schilderij, De kinderspelen.

### Centrum

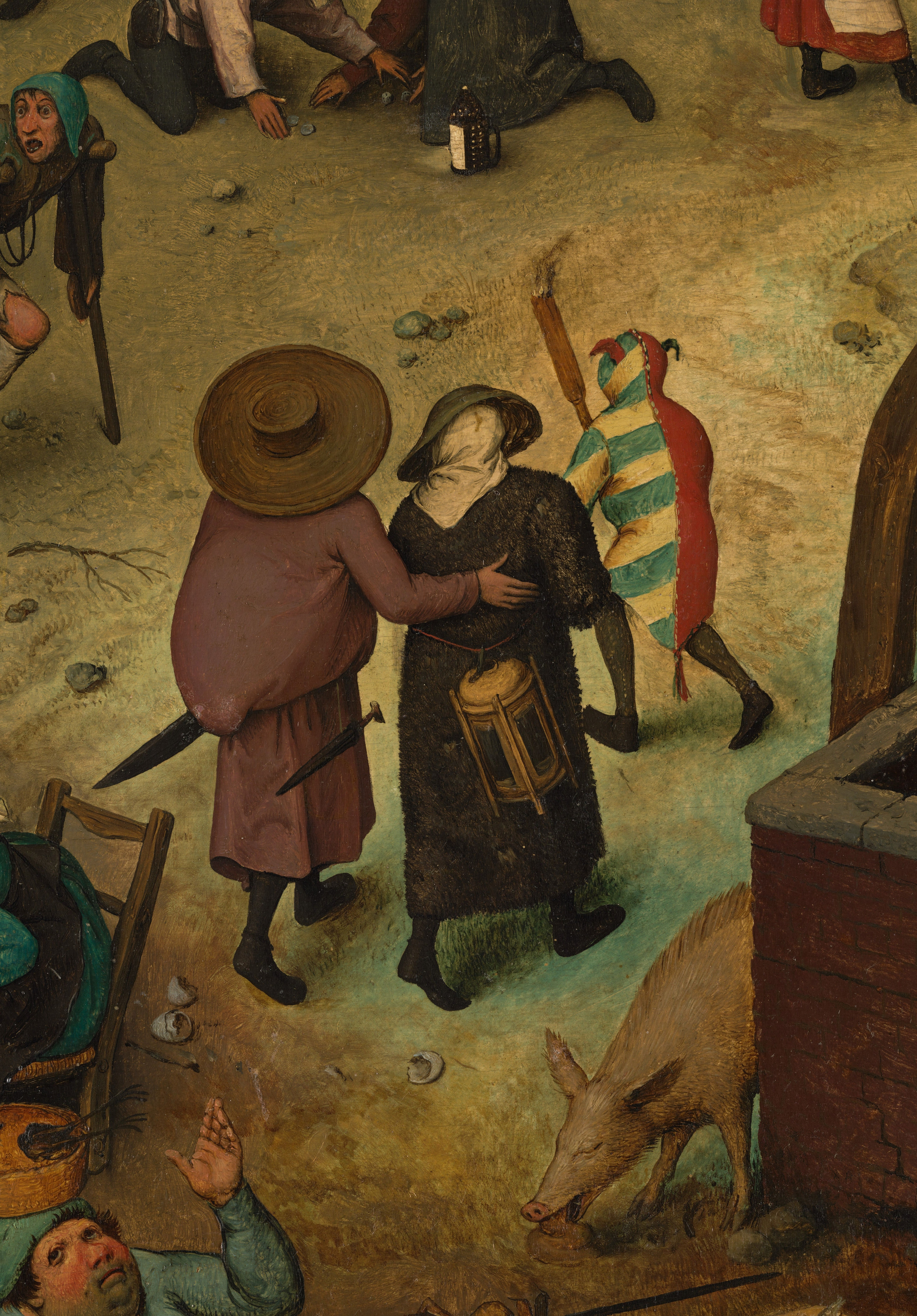
Het notabele paar en de nar

Langs de middellijn zien we verschillende taferelen die niet duidelijk met Vasten rechts of Vastenavond links kunnen worden verbonden. De achterwand van het "toneel" wordt gevormd door een huis dat door sommige auteurs het "huis van Pasen" wordt genoemd. Het is kennelijk een bakkerij, en broden, vastenbroodjes, pretzels en vlaaien zijn uitgestald voor de verkoop. Voor het raam hangen gedroogde vissen. 
Het bakken is afgelopen en een vrouw is bezig het gereedschap te poetsen. Een andere vrouw doet de voorjaarsschoonmaak en is op een ladder geklommen om het bovenlicht van buitenaf te reinigen. 
Op de onderdorpel van het raam op de bovenverdieping zit een mensachtige figuur die vanuit zijn hoge positie een goed uitzicht heeft op het marktplein. Het is wellicht een carnavalspop die ritueel zal worden verbrand.
Vóór de bakkerij vormen twee jongemannen en twee jonge vrouwen een kring. Ze spelen een behendigheidsspel waar het er om gaat oude aardewerken kookpotten op te gooien en op te vangen. Dat niet eenvoudig is, getuigen de scherven van gesneuvelde exemplaren op de grond. Ook dit is waarschijnlijk een vergeten voorjaars- en vruchtbaarheidsrite, dat misschien verwant is aan het spectaculaire pottengooien dat jaarlijks met Pasen op Korfoe plaatsvindt.
Het middelpunt van het marktplein wordt gevormd door een openbare waterput. Aan de rechterzijde daarvan heeft een vrouw net het heldere water geput, aan haar voeten staat een mand met verse groenten. De frisheid van dit tafereel staat in scherpe tegenstelling tot het onreine zwijn aan de linkerkant van de put, dat aan een drol likt. Een viskraam biedt een uitgebreid assortiment aan verse en gedroogde vis, en fungeert misschien als tegenhanger van de wafelbakster aan de linkerkant.
Links van de waterput, in een zone die helder is verlicht, loopt het zogenaamde "notabele paar", dat we enkel op de rug zien. Zij hebben deelgenomen aan het carnavalsgebeuren: de man is verkleed door een strozak als bochel onder zijn kleding te stoppen, de vrouw draagt een niet-brandende lantaarn rond het middel. Voor hun voeten loopt nog een nar in typische mi-parti die resoluut naar de linkerkant trekt. De man en de vrouw lijken zich daarentegen van het gewoel af te wenden en stappen voort op de verlichte weg naar de rechterkant van het plein. Voor hen is het feest ten einde, en is de tijd gekomen van de inkeer en de matigheid.

## Herkomst
Over het ontstaan en de eerste jaren van het werk tasten we in het duister. Waarschijnlijk schilderde Bruegel het in opdracht van een rijke koopman, die het tentoonstelde in de eetkamer waar hij gasten ontving. Het moet daar gefungeerd hebben als een conversation piece, dat de gesprekstof leverde voor de conversatie tussen de disgenoten in een geestig en geciviliseerd drinkgelag, naar het voorbeeld van de Colloquia van Erasmus.
De eerste vermelding van het werk vinden we in Karel van Manders bespreking van Bruegels leven en werken in zijn Schilder-boeck (1604): 

Hy heeft oock ghemaeckt een stuck daer den Vasten teghen den Vasten-avondt strijdt.
— Karel van Mander

De passage laat in het midden waar het werk zich op dat ogenblik bevond, terwijl Van Mander toch meende dat andere werken zich "althans by den Keyser" bevonden. Bedoelde keizer was Rudolf II, die in zijn residentie te Praag een grote collectie kunstwerken verzamelde. Aangezien De strijd niet voorkomt in het nauwgezet bijgehouden aankoopregister en inventaris van Rudolfs broer, de Bruegel-enthousiaste landvoogd aartshertog Ernst, wordt aangenomen dat Rudolf het zelf via zijn agenten in de Nederlanden verwierf. Dat De strijd zich in de keizerlijke collectie te Praag bevond, wordt bevestigd door een vermelding in 1613 als "des Brögels fastnachtgrillen" in een satirisch gedicht door de hoveling Abraham von Dohna.
Na Rudolfs dood ging het schilderij over in het bezit van zijn broer aartshertog Maximiliaan III van Oostenrijk, de grootmeester van de Duitse Orde. Het werd vermeld in de nalatenschap (1626) van zijn opvolger als grootmeester, aartshertog Karel, prins-bisschop van Breslau. Daarna kwam het in de keizerlijke collectie in de schatkamer op de Hofburg terecht, waar het werd vergeten tot het in 1748, samen met andere werken, een nieuwe plaats kreeg in de Gemäldegalerie in de Stallburg, waar reeds de collectie van aartshertog Leopold Willem werd tentoongesteld. In 1776 werd de Bruegel-collectie krachtens een beslissing van Keizerin Maria Theresia en Keizer Jozef II verhuisd naar het Slot Belvedere, dat als museum werd ingericht. Toen na de slag bij Wagram in 1809 Wenen door de Napoleontische troepen werd bezet, was het niet tijdig geëvacueerd en werd het daarom door Vivant Denon meegevoerd naar Parijs, om het tentoon te stellen in het Musée Napoléon. Het komt inderdaad, samen met De kinderspelen voor in de catalogus van de tentoonstelling die in juli 1814 geopend werd in het tot Musée royal herdoopte museum. Na het tweede Verdrag van Parijs werden beide werken aan Oostenrijk gerestitueerd en opnieuw in het Belvedere opgehangen.
In 1890 verhuisde de collectie naar het nieuw opgerichte Kunsthistorisches Museum, waar het werk voor het eerst zichtbaar werd voor het grote publiek. Het werd er echter tentoongesteld zonder samenhang met de andere schilderijen van Bruegel in de collectie. Pas in de jaren 1920 werd het werk samengevoegd met de andere werken van Bruegel in een bijna volledig aan hem toegewijde zaal.

## Kopieën
De populariteit van het werk blijkt uit het feit dat er niet minder dan achttien kopieën van werden gemaakt. Hiervan zijn er een vijftal gemaakt door Bruegels oudste zoon Pieter Brueghel de Jonge of diens atelier. Brueghel de Jonge werkte vermoedelijk op grond van voorbereidende tekeningen en kartons. Uit infrarood-onderzoek van de Brusselse kopie blijkt dat hierop ponspunten zijn overgebleven die resteren van het doorprikken van het karton.
De Koninklijke Musea voor Schone Kunsten van België kochten hun kopie in 1999 op een veiling in het Paleis voor Schone Kunsten. Dit exemplaar wordt beschouwd als een eigenhandige kopie door Pieter Bruegel de Jonge, en volgt nauwgezet de originele compositie. In de oeuvrecatalogus van Klaus Ertz draagt dit het catalogusnummer E 183.
Een andere kopie door Pieter Brueghel de Jonge (E 186) behaalde in 2011 een recordbedrag toen het door Christie's werd geveild voor 6,87 miljoen pond.
Andere kopieën in particulier bezit werden openbaar verkocht door Sotheby's in 2012 voor 4,52 miljoen pond(E 185), en door Christie's in 2010 voor 2 miljoen pond.
Een kopie (E 184) die in 1937 door de kunstverzamelaar Stanisław Ursyn-Rusiecki aan het Nationaal Museum in Krakau was gedoneerd, werd in 1939 na de Duitse invasie door de bezetter weggehaald. Sindsdien ontbreekt elk spoor. In 2015 schokte de Poolse staat de kunstwereld door te stellen dat het de rechtmatige eigenaar is van het originele werk in het Kunsthistorisches Museum. Het verdwenen exemplaar droeg echter volgens de beschrijvingen de signatuur P. BRUEGHEL, wat typisch was voor Pieter Brueghel de Jonge. Vergelijking van de foto's van het vermiste stuk met het werk in Wenen leert ook dat er verschillen zijn tussen de twee, onder meer in het roosvenster van de kerk.

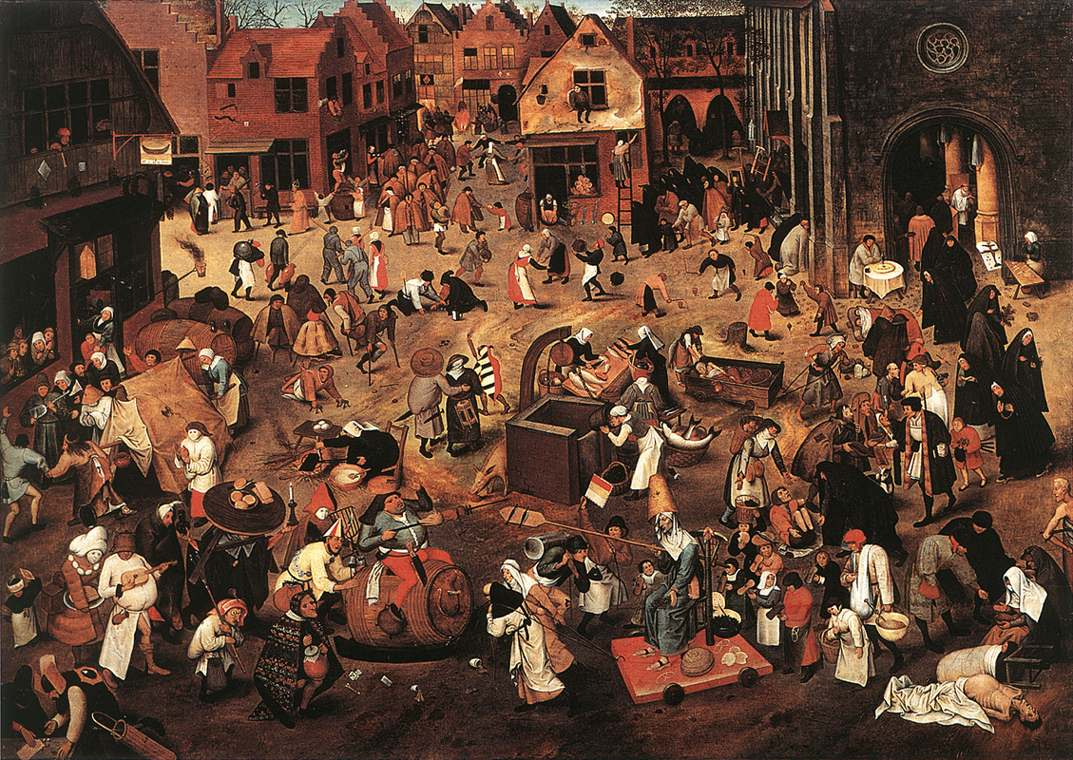
Versie in Brussel (E 183)
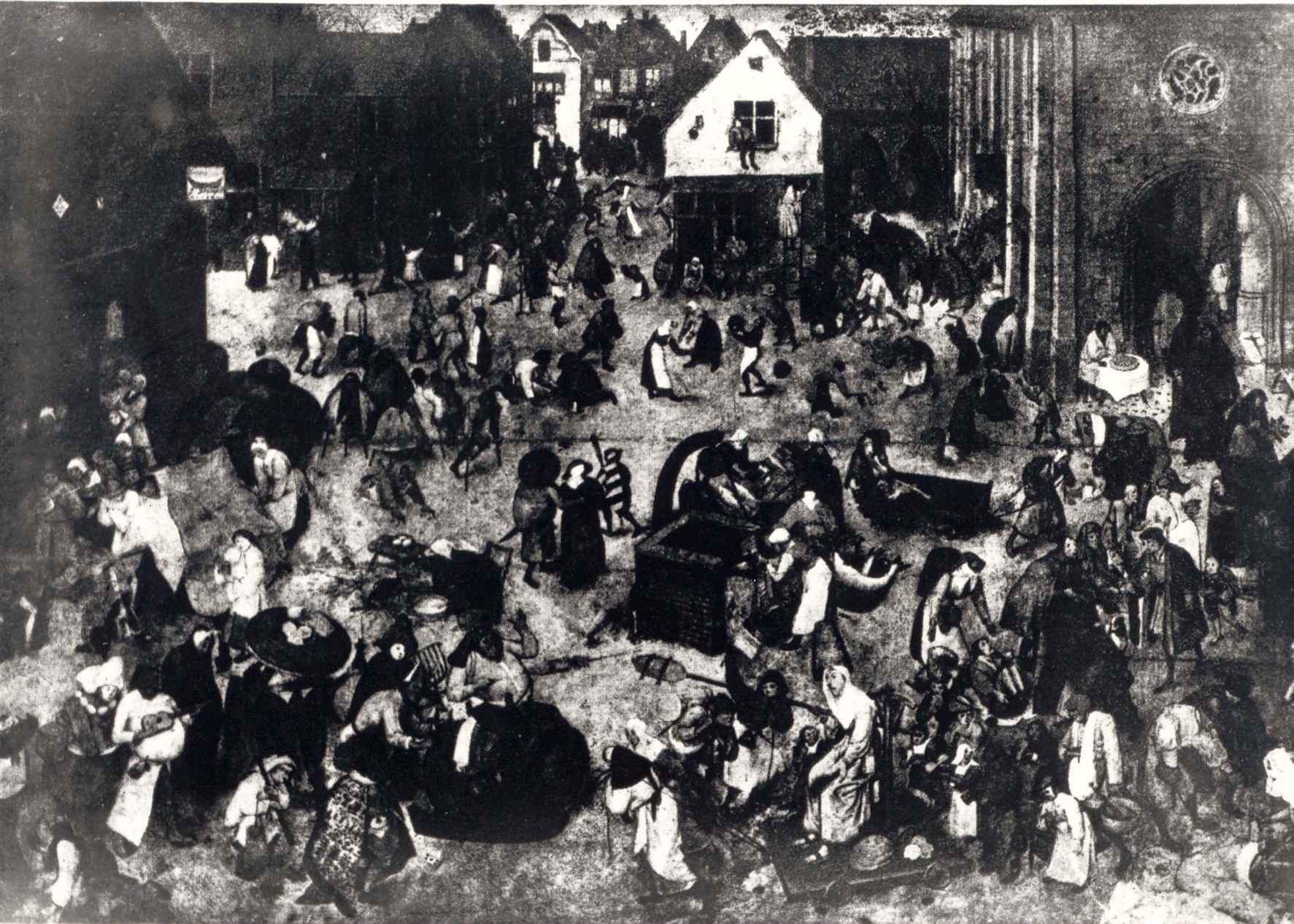
Verdwenen versie uit Krakau (E 184)
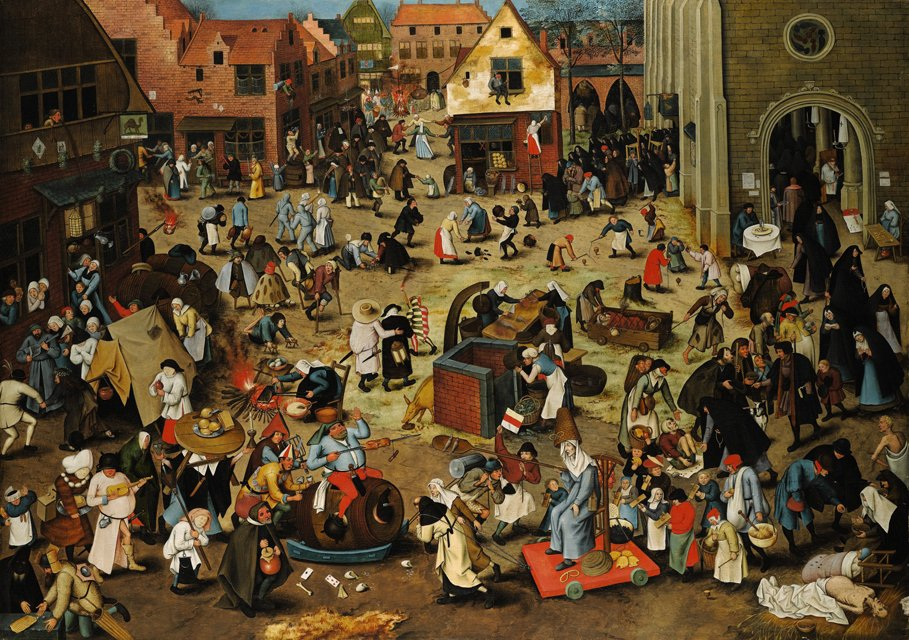
Sotheby's, 2012 (E 185)
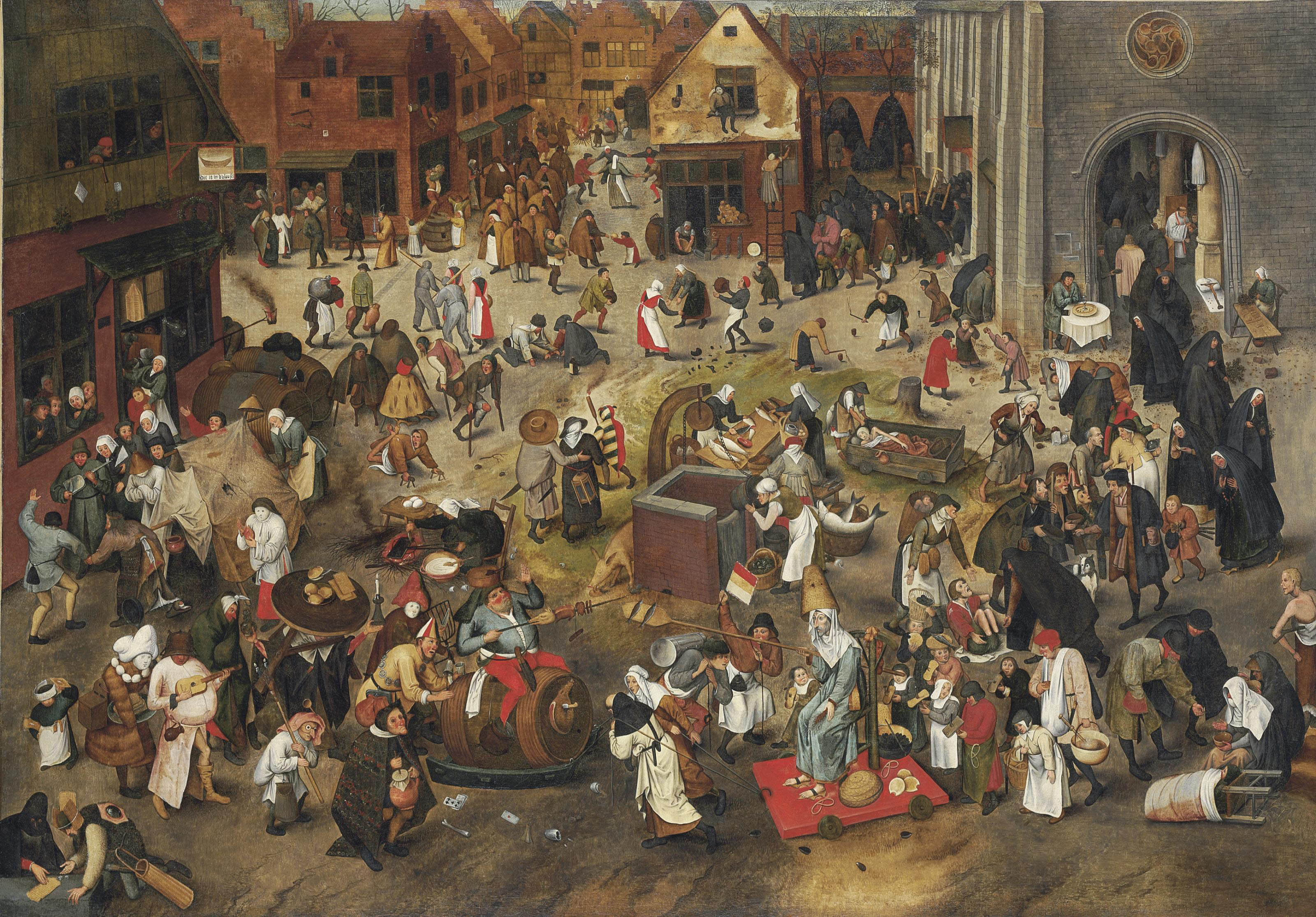
Christie's, 2011 (E 186)
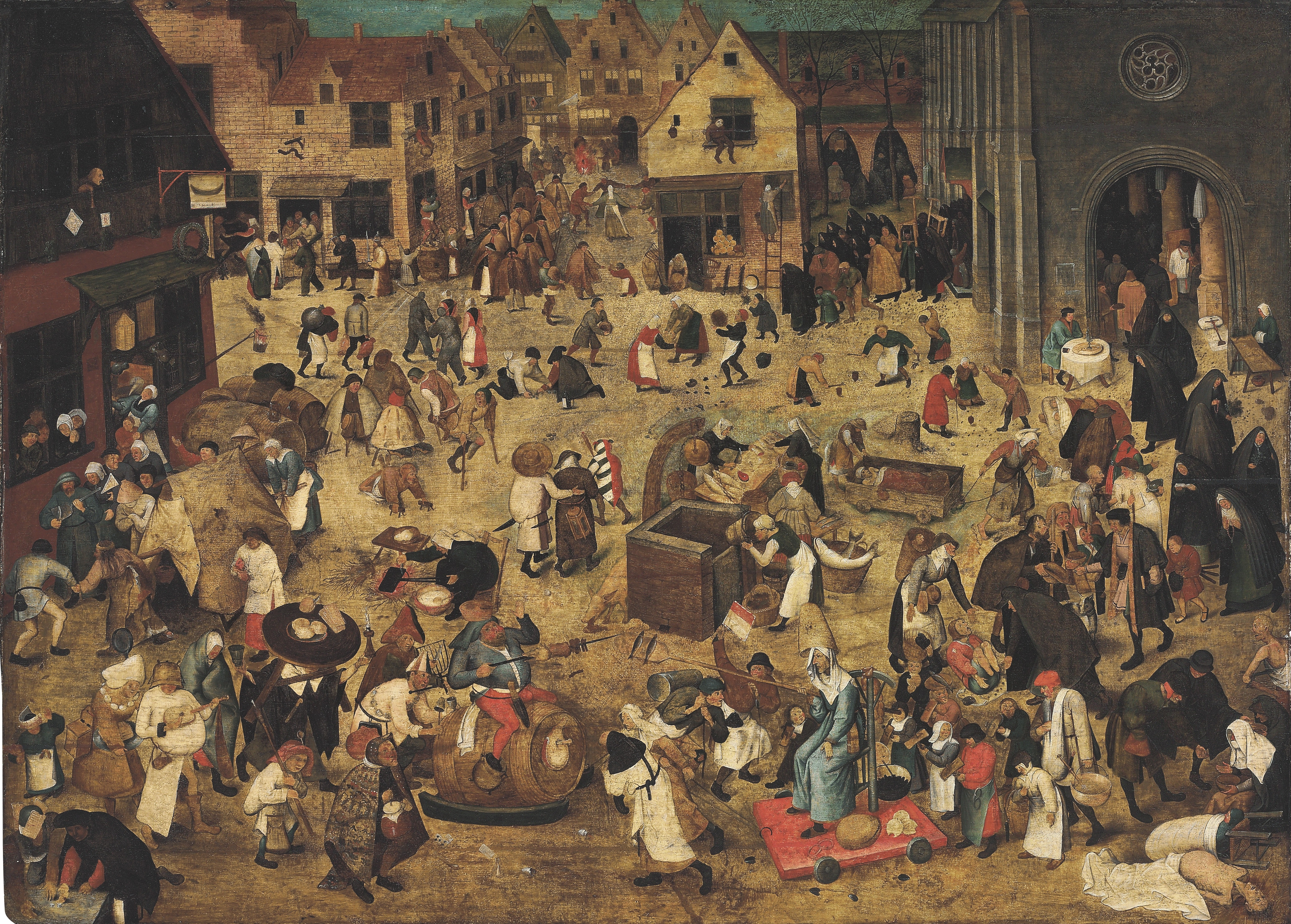
Christie's, 2010

## Interpretaties en waardering
Tot eind negentiende eeuw was het gebruikelijk om Bruegels werk eenvoudig te beschouwen als een weergave van grappige en volkse taferelen. 
Felix Timmermans past in deze traditie en blies ze nieuw leven in: in zijn gefantaseerde biografie Pieter Bruegel. Zoo heb ik u uit uwe werken geroken laat hij de jonge Pieter Bruegel op vastenavond getuige zijn van een "spiegelgevecht, dat op de Groote Markt gespeeld wierd tusschen De Vette Vastenavond, en De Magere Vasten." Dit is een letterlijke lezing van het schilderij, alsof het de weergave is van een werkelijke gebeurtenis, en Vrouwe Vasten eigenlijk deel uitmaakt van het carnavalsgebeuren. Een andere traditionele lezing is een morele en theologische: een veroordeling van de goddeloze losbandigheid en liederlijkheid links tegenover een waardering van het christelijke plichts- en schuldbewustzijn rechts.
Charles de Tolnay bracht in 1935 onder de aandacht dat Bruegel banden had met het renaissance-humanisme van zijn tijd, en citeert Abraham Ortelius: 

Bruegel heeft veel geschilderd wat niet geschilderd kan worden, zoals Plinius van Apelles zei. Uit al zijn werken kan er steeds meer worden begrepen dan er geschilderd is.
— Abraham Ortelius

De Tolnay analyseert De strijd tussen Vasten en Vastenavond door te stellen dat de allegorie voor Bruegel een voorwendsel is geweest. Het is geen strikte strijd tussen goed en kwaad, tussen deugd en ondeugd, aangezien de scheidslijn tussen beide niet scherp te trekken is. Het werk handelt eerder over de levenscyclus en de condition humaine.
Academici hebben sindsdien Bruegel dikwijls geïnterpreteerd als een verlicht-humanistische geest, die geheime aanwijzingen voor zijn verondersteld kritisch wereldbeeld in zijn werken verstopte. Carl Gustaf Stridbeck had de meest stoutmoedige interpretatie: het schilderij gaat over de godsdiensttwisten in de zestiende eeuw, waarbij de rechterzijde (de Vasten) het Roomse geloof vertegenwoordigt, en de linkerzijde (Vastenavond) het protestantse lutheranisme. Hoewel de identificatie van de Vasten met de Roomse kerk voor de hand ligt, is de vereenzelviging van het Carnaval met het protestantisme eerder problematisch. De theorie van Stridbeck wordt dan ook afgedaan als "spekulatieve iconologische interpretaties."
Het "notabele paar" uit het centrum van het werk, wordt thans gezien als de sleutel tot de interpretatie van het werk: het staat voor de mens die het juiste midden weet te vinden tussen genieten en ascese, tussen feesten en verantwoordelijkheid. Het schilderij is "geen ode aan onbekommerd feesten, maar een pleidooi voor matigheid en het zoeken naar een juiste balans in het leven."
De strijd tussen Vasten en Vastenavond leent zich voortdurend tot uiteenlopende interpretaties door kunsthistorici, etnologen, literatuurwetenschappers en kunstenaars, die de verschillende verwijzingen en betekenislagen van het werk trachten te ontleden en te duiden. De zo ontstane discussie lijkt een voortzetting van de geleerde conversatie die destijds, in de ontvangstkamer van een welgestelde Antwerpse koopman, moet hebben geklonken.